# Remioromen
Remioromen é uma banda de j-rock e pop do Japão, formada em dezembro de 2000.

## História
Seu primeiro EP Festa lançado em março de 2003 alcançou a primeira posição nas paradas indies. Em novembro a banda lançou Ameagari, seu primeiro single. Remioromen participou do evento JAPAN COUNT DOWN de 2003, um dos maiores eventos no Japão para comemorar o início do novo ano. Desde então, tem participado em todas as suas edições.
Em 2006 o single Konayuki apareceu po 46 vezes nas paradas de sucesso da Oricon, apesar de não ficar em primeiro lugar, foi o segundo single mais vendido daquele ano e foi considerado o ""melhor vídeo pop" no MTV VMAJ 2006.
Em 2009 foi lançado o álbum de compilações Remio Best que alcaçou a primeira posição no ranking semanal da Oricon.
A canção Arigatou do álbum Kachou fuugetsu foi utilizada no programa MInna no uta, do canal NHK, entre fevereiro e março, a canção Kachou fuugetsu do álbum de mesmo nome foi escolhida como música tema do dorama Angel Bank~tenshoku dairinin.
É previsto o lançamento do 17º single Tatsunda Joe em 28 de julho de 2010, onde será utilizado no comercial do Asahi Super Dry Slim Bottle.

## Integrantes[1]
- Fujimaki Ryota (藤巻亮太, Fujimaki Ryota) - 12 de janeiro de 1980 - Guitarra, Vocal
- Maeda Keisuke (前田啓介, Maeda Keisuke) - 11 de setembro de 1979 - Baixo
- Jinguuji Osamu (神宮司治, Jinguuji Osamu) - 5 de março de 1980 - Bateria

## Discografia[5]

### Álbuns
- Asagao (朝顔) (19 de novembro de 2003)
- ether (ether [エーテル]) (9 de março de 2005)
- HORIZON (17 de maio de 2006)
- Flash and Gleam (1 de novembro de 2006)
- Kaze no Chroma (風のクロマ) (29 de outubro de 2008)
- Remio Best (レミオベスト) (9 de março de 2009)
- Kachoufuugetsu (花鳥風月) (3 de março de 2009)
- レミオロメン “Your Songs” with strings at Yokohama Arena (27 de abril de 2011)

## EP's
- Festa (12 de março de 2003)

### Singles
- Ameagari (雨上がり) (21 de maio de 2003)
- Denwa (電話) (20 de agosto de 2003)
- Sangatsu kokonoka (3月9日) (9 de março de 2004)
- Akashia (アカシア) (19 de maio de 2004)
- Moratorium (モラトリアム) (12 de janeiro de 2005)
- Minami kaze (南風) (9 de fevereiro de 2005)
- Ao no sekai (蒼の世界) (12 de outubro de 2005)
- Konayuki (粉雪) (16 de novembro de 2005)
- Taiyou no shita (太陽の下) (1 de março de 2006)
- Akanezora (茜空) (14 de março de 2007)
- RUN / Hotaru (RUN / 蛍) (9 de maio de 2007)
- Hotaru / RUN 	(蛍 / RUN) (9 de maio de 2007)
- Wonderful & Beautiful (12 de dezembro de 2007)
- Motto tooku e/Orchestra (もっと遠くへ / オーケストラ) (30 de julho de 2008)
- Yume no tsubomi (夢の蕾) (7 de janeiro de 2009)
- Sakura (14 de fevereiro de 2009)
- Starting Over (15 de julho de 2009)
- Koi no yokan kara (恋の予感から) (25 de novembro de 2009)
- Kachoufuugetsu (花鳥風月) (17 de fevereiro de 2010)
- Tatsunda Joe (立つんだジョー) (28 de julho de 2010)
- Your Song (19 de janeiro de 2011)

## DVD
- Sangatsu Kokonoka Budokan Live (3月9日武道館ライブ) (29 de junho de 2005)
- Island over the Horizon at Yokohama Arena (14 de março de 2007)
- TOUR 2008 "Wonderful & Beautiful" (14 de maio de 2008)
- REMIOROMEN SPECIAL LIVE at SAITAMA SUPER ARENA (25 de novembro de 2009)
- 10th Anniversary TOUR 2010“花鳥風月” (9 de março de 2011)